# Муравйов-Амурський Микола Миколайович
Граф Микола Миколайович Муравйов-Аму́рський (рос. Никола́й Никола́евич Муравьёв-Аму́рский, 11 [23] серпня 1809 — 18 [30] листопада 1881) — російський державний діяч, з 1847 по 1861 рік служив генерал-губернатором Східного Сибіру. Генерал від інфантерії, генерал-ад'ютант.
В історії розширення російських володінь в Сибіру Муравйов-Амурський зіграв видну роль, зокрема, йому належить почин у отриманні Амуру, уступленого Китаю в 1689 році. Засновник міст Хабаровська і Владивостока .

## Дитинство і юність
Правнук учасника Великої Північної експедиції Степана Муравйова, онук цивільного губернатора Архангельська Назарія Муравйова, син статс-секретаря і керівника імперської канцелярії Миколи Назаровича Муравйова та Катерини Миколаївни Мордвінової, дочки порховського поміщика Миколи Михайловича Мордвинова.
Чималу частину дитинства провів в маєтку батька під Петербургом, згодом Муравйовський провулок (вулиця Цимбалина) Санкт-Петербурга .
Разом з братом Валеріаном навчався в Санкт-Петербурзі в приватному пансіоні Годеніуса в будинку Резваго, що давало можливість у майбутньому вступити до університету.
За розпорядженням імператора Олександра I обидва сини Миколи Муравйова були зараховані в Пажеського корпусу .
У 1827 році закінчив Пажеський корпус із золотою медаллю.

## Військова служба
Після закінчення Пажеського корпусу, вступив прапорщиком в лейб-гвардії Фінляндський полк. Разом з полком брав участь у російсько-турецькій війні 1828—1829 років і в придушенні польського повстання 1831 року.

У 1833 році Муравйов в чині штабс-капітана залишив військову службу. Наступні п'ять років він провів у Віленській губернії в маєтку Стоклішкі, подарованому його батькові в довічне володіння, де займався господарством .

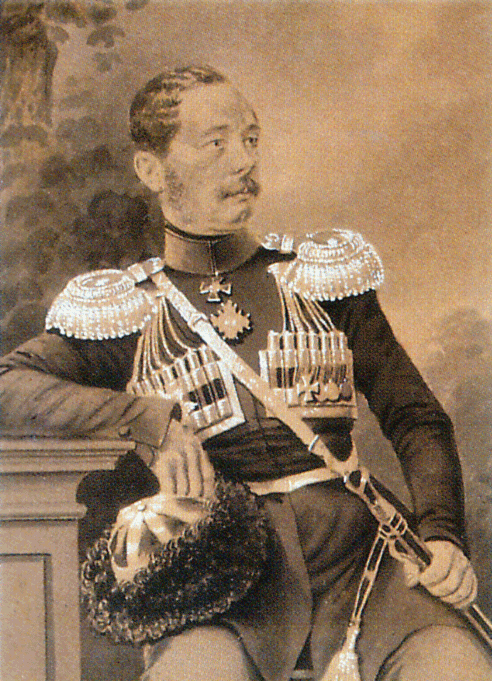
Муравйов в молодості

#### Кавказька війна
Коли генерал Євген Головін, при якому Муравйов під час військових дій раніше був ад'ютантом, був призначений командувачем окремим кавказьким корпусом і головнокомандуючим цивільною частиною та прикордонними справами в Закавказзі, Муравйов був визначений до нього для особливих доручень (в 1838 році) і кілька разів брав участь в походах проти горців.
З 1840 року по 1844 рік Муравйов був начальником одного з відділень Чорноморської берегової лінії і на цій посаді брав участь у приборканні племені убихів.
У 1841 році Муравйов був підвищений в генерал-майори. У 1844 році через хворобу остаточно пішов з армії і деякий час лікувався у Франції. Незадовго до повернення в Росію, будучи в Парижі, познайомився з Катрін де Рішемон .
Після повернення звідти його зарахували до міністерства внутрішніх справ, звідки він незабаром був призначений тульським військовим і цивільним губернатором.

## Губернаторство

#### Тула (1846—1847рр.)
У 1846 році Муравйов був призначений виконуючим обов'язки тульського військового і цивільного губернатора. 17 січня 1847 року Миколу Муравйов в церкві Богородицька обвінчався з Катрін де Рішемон, яка, прийнявши православ'я, стала іменуватися Катериною Миколаївною Муравйової .
Здавши справи по Тульській губернії, в кінці вересня 1847 року Муравйов прибув до Петербурга. Протягом чотирьох місяців він вивчав літературу і документи про Східний Сибір, знайомився зі звітами генерал-губернаторів, зустрічався з міністрами, людьми, які добре знають проблеми Сибіру.

#### Східний Сибір (1847—1861)
28 лютого 1848 року із Красноярська в Петербург був відправлений рапорт Муравйова про вступ на посаду Східно-Сибірського генерал-губернатора; затверджений на посаді він був лише 6 грудня 1849 року .
Ще до від'їзду до Сибіру Муравйов заручився допомогою Г. І. Невельського, що досліджував гирло Амуру і острів Сахалін. Муравйов енергійно взявся за клопоти по вирішенню захоплення Амура, але зустрів протидію в Петербурзі, оскільки в той момент Росія ще була не готовою до війни з Китаєм уряд віддавав перевагу планомірному захопленню Приамур'я, а Муравйов наполягав на агресивній політиці. Проте, факт заняття Невельским устя Амуру був визнаний, і протягом 1851 — 1853 років проводилися дослідження лиману Амуру, острова Сахалін; засновувалися російські поселення.
11 січня 1854 року імператором Миколою I Муравйову було надано право вести всі зносини з китайським урядом щодо розмежування східної окраїни і дозволено провести по Амуру сплав війська.
6 грудня 1854 року «за невтомну діяльність і особливі труди для користі і облаштування ввіреного краю вживані» нагороджений кавалером Ордена Святого Князя Олександра Невського .
Муравйов тричі подавав проекти про будівництво Сибірської залізниці. Але, незважаючи на підтримку імператора, Сенат відхиляв цю пропозицію як занадто дорогий проект.
Довго тривали переговори Муравйова з китайським урядом, і тільки 16 травня 1858 року Муравйов уклав з Китаєм Айгунский трактат, за яким Амур до самого гирла став кордоном Росії з Китаєм. Муравйов отримав за укладення цього договору титул графа Амурського і чин генерала від інфантерії.

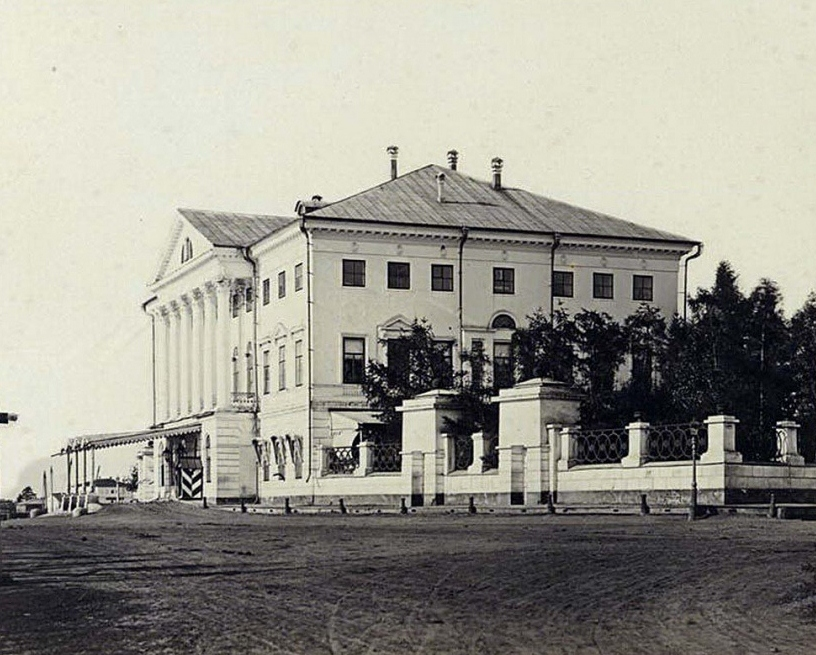
Білий дім в Іркутську: постійна резиденція генерал-губернатора

Саме по собі, однак, володіння лівим берегом Амуру не було достатнім, поки флот не мав вільного виходу в море: лівий берег біля гирла скресає набагато пізніше, ніж правий. Цей недолік Айгунского трактату був заповнений Пекінським договором (заключеним в 1860 році графом Ігнатьєвим), за яким Росія отримала не тільки Уссурійський край, а й південні порти. Однак Муравйов-Амурський наполягав не обмежуватися даними придбаннями, а продовжити приєднувати до Росії північні і західні території Китайської імперії, включаючи і сусідні країни — Монголії і Корею.
Будучи генерал-губернатором Східного Сибіру, Муравйов-Амурський робив спроби населити пустельні місця по Амуру, але спроби ці були невдалі; подальші поселення відбувалися за нарядом з забайкальських козаків, а добровільні поселення на Амур призупинилися. Настільки ж невдалі були поселення по річці Мая в 1851 році. Не вдалися і спроби Муравйова-Амурського влаштувати правильне пароплавне сполучення по Амуру і поштовий тракт.
Ще в 1848 році Муравйов, щойно призначений губернатором Східного Сибіру і Далекого Сходу, звернув увагу на зростаючу загрозу нападу іноземців на Камчатку. Тому вже тоді він вирішив зайнятися будівництвом військових укріплень в Петропавлівському порту.
Саме тоді Муравйов призначив новим управителем Камчатки енергійного адміністратора генерал-майора по адміралтейству Василя Степановича Завойка.

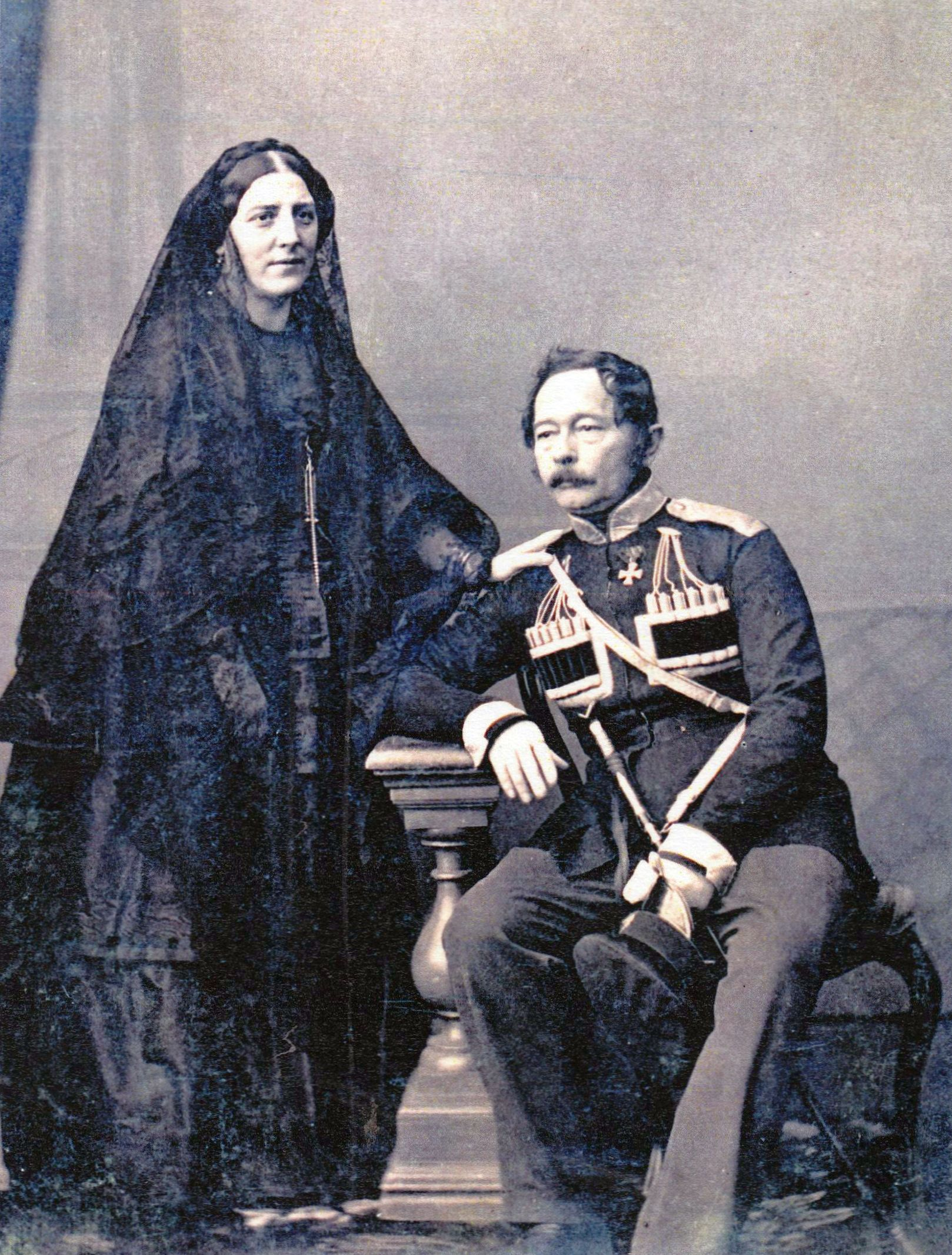
Муравйов з дружиною Катериною

Майбутнє показало, що Муравйов недаремно тривожився за долю Камчатки. Коли почалася Кримська війна, супротивники Росії знайшли можливим виділити значні військово-морські сили для нанесення удару по російських тихоокеанських володіннях.
31 серпня — 7 вересня 1854 англо-французька ескадра з 6 кораблів з екіпажем 1700 чол. і більш ніж 200 гарматами безуспішно намагалася взяти штурмом Петропавловськ, втративши при облозі міста близько 200 осіб вбитими і пораненими.

Однак, незважаючи на успішну оборону міста, стали очевидними труднощі з постачанням і утриманням настільки віддалених територій. Тому було прийнято рішення про евакуацію порту і гарнізону з Камчатки. Згідно з наказом портові споруди і будинки були розібрані, найцінніші частини у вигляді вікон, дверей і т. д. були заховані, місцевому корінному населенню було сказано піти на північ. Козаки перейшли в селище, розташоване в гирлі річки Авача, старшим серед решти був призначений осавул Мартинов. Солдати і матроси пропиляли в льоду прохід і звільнили кораблі з льодового полону.

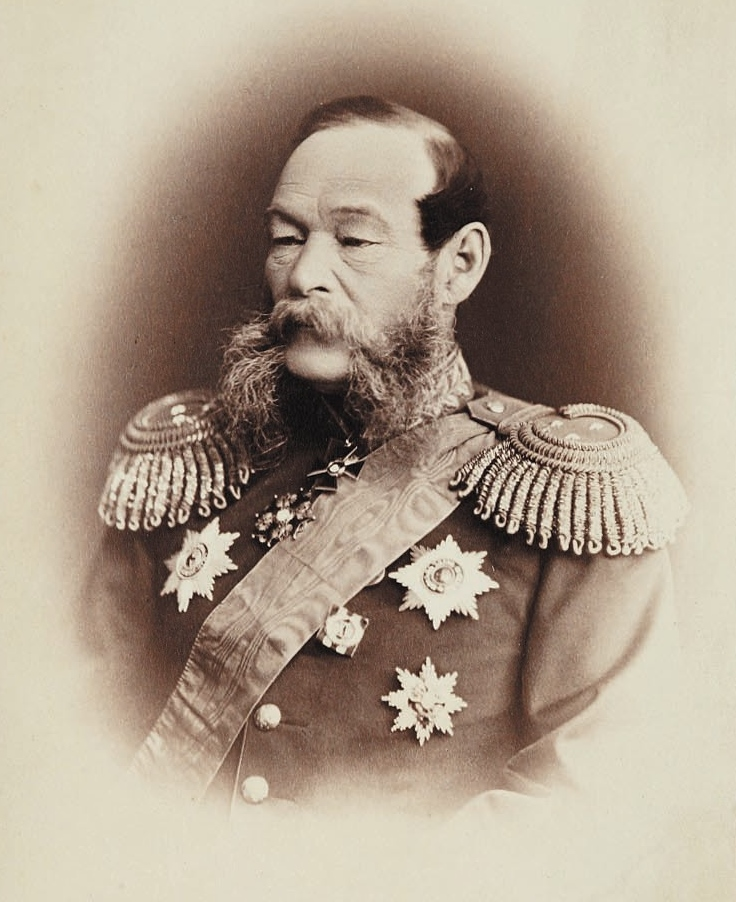
Фотографія кінця XIX століття

Кораблі встигли покинути порт раніше повторного прибуття об'єднаної англо-французької ескадри і перейшли в Де-Кастрі, а потім в Ніколаєвськ-на-Амурі. Англо-французька експедиція з п'яти французьких і дев'яти англійських кораблів зайшла в Авачинську губу 8 (20) травня 1855 року, але знайшла порт Петропавловськ покинутим і непридатним для того, щоб в ньому можна було залишитися і використовувати за призначенням.
26 серпня 1858 р нагороджений титулом графа Амурського, який він заповів передати молодшому синові брата Валеріана.
У 1861 році Муравйов-Амурський залишив посаду генерал-губернатора, внаслідок неприйняття його проекту про поділ східного Сибіру на два генерал-губернаторства, і був призначений членом Державної Ради Російської Імперії.

## Після відставки
Протягом двадцяти років, до своєї смерті, Муравйов-Амурський майже безвиїзно проживав у Парижі, і тільки зрідка приїжджав до Росії, щоб взяти участь в засіданнях Державної Ради.
Помер Муравйов-Амурський «від гангрени» 18 листопада 1881 року в Парижі, був похований на кладовищі Монмартр. У 1990 році останки Муравйова-Амурського перевезли у Владивосток і перепоховали в районі історичного центру міста.